# 113 (rapgroep)
113 is een Frans raptrio, uit Vitry-sur-Seine, een voorstad van Parijs. 113 werd opgericht in 1994, en bestaat uit leden Mokobé, Rim'K en AP.

## Biografie
De naam 113 verwijst naar het woonblok in de wijk Camille Groult, waar het drietal opgroeide. De groep maakt deel uit van het collectief Mafia K'1 Fry. Mede door het succes van 113 konden ook andere artiesten van Mafia K'1 Fry doorbreken, zoals Kery James en Rohff. De eerste single van 113 kwam uit in 1997: "Ni Barreaux, Ni Barrières, Ni Frontières".

## De leden
113 is ontstaan uit drie jeugdvrienden, allen zijn tevens lid van de rapformatie Mafia K'1 Fry:
- Rim'K - Abdelkrim Brahmi-Benalla, geboren op 21 juni 1978, van Algerijnse origine;
- Mokobé - Mokobé Traoré, geboren op 24 mei 1976, van Malinese afkomst;
- AP - Yohann Duport, van Guadeloupese origine.

## Discografie

### Albums
| Album met eventuele hitnotering(en) in de Nederlandse Album Top 100 | Datum van verschijnen | Datum van binnenkomst | Hoogste positie | Aantal weken | Opmerkingen |
| ------------------------------------------------------------------- | --------------------- | --------------------- | --------------- | ------------ | ----------- |
| Ni Barreaux, Ni Barrières, Ni Frontières                            | 1997                  | -                     | -               | -            | EP          |
| Les Princes De La Ville                                             | 1999                  | -                     | -               | -            | Album       |
| 113 Fout La Merde                                                   | 2002                  | -                     | -               |              | Album       |
| 113 Dans L'urgence                                                  | 2003                  | -                     | -               | -            | Album       |
| 113 Degrés                                                          | 2005                  | -                     | -               | -            | Album       |
| Universel                                                           | 2010                  | -                     | -               | -            | Album       |

### Singles
| Single met eventuele hitnotering(en) in de Nederlandse Top 40 | Datum van verschijnen | Datum van binnenkomst | Hoogste positie | Aantal weken | Opmerkingen        |
| ------------------------------------------------------------- | --------------------- | --------------------- | --------------- | ------------ | ------------------ |
| Ni Barreaux, Ni Barrières, Ni Frontières                      | 1998                  | -                     | -               | -            |                    |
| Princes de La Ville                                           | 1999                  | -                     | -               | -            |                    |
| Tonton du Bled                                                | 2000                  | -                     | -               | -            |                    |
| Jackpotes 2000                                                | 2000                  | -                     | -               | -            | Met Jimi Sissoko.  |
| Au Summun                                                     | 2003                  | -                     | -               | -            |                    |
| Banlieue                                                      | 2003                  | -                     | -               | -            | Met Booba.         |
| Un Gaou à Oran                                                | 2004                  | -                     | -               | -            | Met Magic System.  |
| Marginal                                                      | 2005                  | -                     | -               | -            |                    |
| L'École Du Crime                                              | 2005                  | -                     | -               | -            | Met Mobb Deep.     |
| Partir loin                                                   | 2006                  | -                     | -               | -            | Met Reda Taliani.  |
| Un Jour De Paix                                               | 2006                  | -                     | -               | -            | Met Black Renégat. |
| Une Prise                                                     | 2010                  | -                     | -               | -            |                    |
| Dinguerie                                                     | 2010                  | -                     | -               | -            |                    |
| We be hot                                                     | 2010                  | -                     | -               | -            | Met Flavor Flav.   |

Voor de discografie van de leden van 113 bij Mafia K'1 Fry: